# Номерні знаки Гаяни

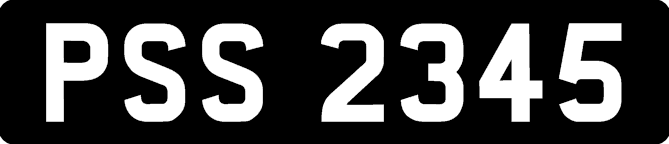
Регулярний номерний знак

Код Гаяни для міжнародного руху ТЗ — (GUY).
- Номерні знаки Гаяни побудовано з урахуванням британських колоніальних традицій. Від 1972 року вони мають формат АББ1234, де А — покажчик типу ТЗ, ББ — подвійна серія, 1234 — номер (1-4 цифри). Регулярні номерні знаки мають білі символи на чорному тлі. Існують однорядкові та дворядкові номерні знаки.
- В період з 1933 до 1972 року видавалися номерні знаки формату АБ1234, де А — покажчик типу ТЗ, Б — серія, 1234 — номер (1-4 цифри).
- До 1933 року формат мав вигляд А1234, де А — покажчик типу ТЗ, 1234 — номер (1-4 цифри).

## Кодування за типом ТЗ
- B — автобуси
- C — мотоцикли
- G — вантажний транспорт
- H — прокатні автомобілі і таксі
- P — приватні автомобілі
- T — причепи та напівпричепи

## Початок періодів реєстрації ТЗ типів В, G, P, T
- AA — 1972
- BB — 1976
- CC — 1985
- DD — 1989
- EE — 1993
- FF — 1996
- GG — 1999
- HH — 2001
- II — 2004
- JJ — 2006
- KK — 2007
- LL — 2008
- MM — 11-08-2009
- NN — 22-10-2010
- PP — 07-12-2011
- RR — 07-12-2012
- SS — 28-11-2013

## Інші номерні знаки

### Мотоцикли
Номерні знаки мотоциклів мають формат СА1234, де С — покажчик мотоциклу, А — серія, 1234 — номер. 7 січня 2014 року серія G, що діяла з 2011 року змінилася серією Н.
| CG 9999 |

### Прокатні автомобілі і таксі
Номерні знаки прокатних автомобілів і таксі мають формат НА1234, де Н — покажчик типу ТЗ, А — серія, 1234 — номер.
| НВ 1234 |

### Дипломатичні номерні знаки
Дипломатичні номерні знаки мають формат АБВ 12-34, де АБВ — покажчик (DPL — дипломатичний персонал, DC — технічний персонал), 12 — код країни або міжнародної організації, 34 — номер. Дипломатичні номерні знаки мають чорні символи на жовтому тлі.
Формат дипломатичних номерних знаків для мотоциклів має вигляд АБВ 12-С34.
| DPL12-34 |

| DC 12-34 |

| DPL 12-C3 |

### Військові номерні знаки
Номерні знаки Сил Оборони Гаяни мають формат DFB1234 та символи на чорному тлі.
| DFB1234 |

### Демонстраційні номерні знаки
Для використання у автосалонах при проведенні тест-драйвів використовуються номерні знаки формату АБВ1, де АБВ — умовна абревіатура від назви дилера, 1 — номер. Ці номерні знаки мають червоні символи на білому тлі.
| ZYX 1 |